# Népszabadság
Népszabadság (česky Svoboda lidu) byl nejčtenější levicový maďarský deník vycházející v Maďarsku od listopadu 1956 do října 2016, kdy zanikl po značných finančních problémech.

## Historie
První vydání Népszabadság vyšlo dne 2. listopadu 1956 v průběhu tehdejšího protikomunistického povstání. Až do roku 1989 noviny fungovaly jako oficiální stranický tisk vládnoucí Maďarské socialistické dělnické strany (MSZMP), čímž požívaly zvláštních výsad.
Po pádu komunismu se deník stal blízkým k postkomunistické Maďarské socialistické strany (MSZP). Od roku 1990 noviny vydávalo nakladatelství Népszabadság Rt., jehož hlavním vlastníkem byl firma Bertelsmann AG., která patřila do skupiny odpovědné za vydávání tisku novinového koncernu Gruner & Jahr AG. V roce 2003 se hlavním vlastníkem listu stala firma Ringier Kiadó Kft., maďarská pobočka švýcarské společnosti Ringier. 
V lednu 2014 rozhodl Úřadu pro hospodářskou soutěž (GVH) proti fúzi společností Ringier a Axel Springer–Budapest Kiadói Kft., neboť podle rozhodnutí by byl jejich tržní podíl v Maďarsku příliš velký. Proto byla část 70,4 % vydavatelské společnosti Népszabadság převzata – kromě regionálních novin a celostátních médií – rakouskou firmou Vienna Capital Partners (VCP), jejímž majoritním vlastníkem je rakouský podnikatel Heinrich Pecina. V říjnu 2014 firma VCP sloučila své maďarské mediální zájmy do společnosti Mediaworks Hungary Zrt.
Népszabadság chtěl při změně vlastnictví zachovat dosavadní privilegia, například aby do listu mohli psát „staří zasloužilí funkcionáři socialistické strany“, a to za tučný honorář. Heinrich Pecina se proti tomu ohradil, ale dal novinářům volnou ruku. Doufal, že tím, že osloví část maďarského obyvatelstva kritizující vládu, bude možné noviny rozvíjet, ale jeho očekávání se nenaplnila, Népszabadság přinesl ztrátu milion eur ročně.

### Zánik
V roce 2015 majitel Pecina nabídl prodej deníku Maďarské socialistické straně (MSZP) za mimořádně výhodnou cenu, ale MSZP na odprodej „neměla odvahu“.
Dne 8. října 2016 v ranních hodinách vydavatel deníku Mediaworks Hungary Zrt. nečekaně pozastavil tištěné i internetové vydávání novin, aniž by předem informoval zaměstnance a šéfredaktora. Podle vydavatele list od roku 2007 vytvořil ztrátu více než 5 miliard forintů.
Konec deníku vyvolal vlnu nevole u části maďarské společnosti, ale i levicových kruzích v západní Evropě. Mnohá média stejně jako levicoví politici obviňovali ze zániku listu vládu Viktora Orbána, který se tím údajně snažil ovládnout média v Maďarsku. Proti čemuž však jasně hovoří paradoxní fakt, že nejčtenější maďarské noviny vlastněné rakouským milionářem vykazovaly několik let po sobě likvidační ztráty. Stále nezodpovězenou otázkou rovněž zůstává, proč deník Népszabadság neodkoupil nějaký maďarský milionář, který má blízko k levicovým subjektům jako jsou Demokratická koalice (DK) či Maďarská socialistická strana (MSZP) – kupříkladu podnikatel Tamás Leisztinger, který v roce 2019 koupil druhý nejpopulárnější levicový deník Népszava, anebo zelený politik a mediální magnát Péter Ungár ze strany LMP – Zelená strana Maďarska.

## Zisk
| Rok  | Zisk/ztráta         |
| ---- | ------------------- |
| 2010 | ▼ -691 milionů HUF  |
| 2011 | ▼ -863 milionů HUF  |
| 2012 | ▼ -514 milionů HUF  |
| 2013 | ▼ -1425 milionů HUF |
| 2014 | ▼ -482 milionů HUF  |
| 2015 | ▲ +134 milionů HUF  |

## Šéfredaktoři a počty výtisků
- 1956–1957: Sándor Haraszti; cca 598 000 výtisků denně v roce 1956.
- 1957–1961: Dezső Nemes
- 1961–1965: Zoltán Komócsin
- 1965–1970: János Gosztonyi
- 1970–1974: István Sarlós; cca 730 000 výtisků ve všední den, 810 000 v neděli v roce 1971.
- 1974–1977: István Katona
- 1977–1980: Dezső Nemes
- 1980–1982: Péter Várkonyi
- 1982–1985: János Berecz
- 1985–1989: Gábor Borbély
- 1989–2004: Pál Eötvös; cca 300 000 výtisků denně v roce 1994 a cca 200 000 roku 2002.
- 2004–2011: Károly Vörös; cca 90 000 výtisků denně v roce 2009.
- 2011–2014: Levente Tóth (pověřený řízením); cca 67 000 výtisků v roce 2011.
- 2014–2015: Marcell Murányi
- 2015: Péter N. Nagy (pověřený řízením); cca 40 000 výtisků denně v roce 2015.[1]
- 2015–2016: András Murányi; cca 37 000 výtisků denně v roce 2016.[1]